# Avenida Hipólito Yrigoyen
La avenida Presidente Hipólito Yrigoyen, también conocida por Avenida Pavón, dentro del Partido de Avellaneda, es una importante arteria del sur del Gran Buenos Aires, que comienza en una bifurcación del Puente Pueyrredón y termina en San Vicente continuando como RP 210 a partir del cruce con la RP 6, recorriendo un trayecto de aproximadamente 44 km.

## Historia
El llamado Camino Real nace a principios del siglo XIX como medio para transporte de vacas y ganado desde el sur de la Ciudad de Buenos Aires, hasta los mataderos y saladeros que había en esta última, cruzando el Riachuelo.
De todos los caminos que van hacia el sur del conurbano, este fue el último en formarse. Recibió varios nombres en los diferentes tramos, como Camino Real, Calle Honda, Calle Oscura (en algunos tramos como Remedios de Escalada), Martín Rodríguez y Necochea (en algunos tramos como Lomas de Zamora) y más tarde Avenida Pavón, nombre que conservó durante buena parte del siglo XX y con el que es a menudo nombrada cotidianamente, especialmente en el Partido de Avellaneda. A partir del 8 de junio de 1948, Pavón pasó a ser Hipólito Yrigoyen desde la bajada del puente viejo de Barracas. Meses después por disputas políticas, los concejales de Avellaneda, vuelven a cambiar el nombre de la Avenida a Presidente Perón, solo en ese tramo. Desde 1948 a 1955 conservó ese nombre en el Partido de Avellaneda, hasta la Revolución Libertadora en 1955, en el que volvieron a renombrar el tramo, como Avenida Pavón, manteniéndose como Hipólito Yrigoyen en el resto de los partidos. En 1987 finalmente se unificó el nombre de Avenida Presidente Hipólito Yrigoyen, en todo su recorrido. En 2011, concejales de Lomas de Zamora, intentaron rebautizar la Avenida como "Néstor Carlos Kirchner", pero el proyecto quedó sin apoyo.
Su trazo se corresponde en buena parte con el de la Ruta Provincial 210 en la mayoría de sus tramos.
Sobre la avenida se instaló en 1908 el primer edificio de correos de Remedios de Escalada. En 1910 se empedró el tramo que va desde su nacimiento hasta Lanús. En los años siguientes se continuó con el empedrado hacia el sur.
Durante los años '90, se realizó un importante ensanche a lo largo de toda su trayectoria, junto con la esperada pavimentación, se colocaron nuevos semáforos y señalizaciones a lo largo de la misma, pudiéndose observar ahora el mismo estilo de señalización desde su comienzo hasta su final.

## Recorrido
La Avenida nace de una bifurcación de la Avenida Presidente Bartolomé Mitre, a metros del Viejo Puente Pueyrredón, en Avellaneda, por lo que es usada a diario por residentes del sur del Gran Buenos Aires para ir a trabajar a la capital, o volver de sus trabajos.
Atraviesa varias localidades e importantes arterias llegando su numeración al 31.000 aproximadamente, en la zona de San Vicente, en las cercanías de la intersección con la Ruta Provincial 6. Al pasar la numeración 31.000 la edificación comienza a disminuir y deja de ser considerada avenida para ser la Ruta Provincial 210. A menos de 1 km se produce el cruce con la Ruta 6.
Al cruzar la Ruta 6, continúa la Ruta 210 pasando por Domselaar y llegando a Brandsen, lugar donde empalma con la Ruta Provincial 215 y nace la Ruta Provincial 29, que llega hasta empalmar con la Ruta Nacional 226 en las cercanías de la ciudad de Balcarce.

## Intersecciones y puentes
A continuación, un mapa esquemático del recorrido de esta avenida, indicando sus cruces con vías ferroviarias y otras arterias importantes:
|  |  | RMCONTg |

|  | RMq | exSKRZ-Mu | RM+r |

|  | RMq | MWNODE | exSKRZ-Muq |

|  |  | RM | RM |

|  |  | MWNODEr | RMr |

|  | SHOPPING | RMTEEeq |  |

|  |  | RM |

| BAHN |  | RGq + RMu |  |

|  |  | RM |

|  | RMq | RMKRZ | RMq |

| exlDAMPF |  | REq + RMu |  |

|  |  | RM |

|  | exSTRq | RMKRZ | exSTRq |

|  |  | RM |

|  | exSTRq | RMKRZ | exSTRq |

|  |  | RM |

|  | RMq | RMq + RMu | RMq |

|  |  | RM |

|  | exSTRq | RMTEEeq | BAHN |

|  |  | RM |

|  |  | RMTEEaq | exSTRq |

|  |  | RM |

|  | exSTRq | RMKRZ | exSTRq |

|  |  | RM |

|  | exSTRq | RMKRZ | exSTRq |

|  |  | RM |

|  | exSTRq | RMKRZ | exSTRq |

|  |  | RM |

|  |  | RM | SHOPPING |

|  |  | RMTEEaq | exSTRq |

| lDAMPF |  | exSKRZ-G+eBUE |  |

|  | exSTRq | RMTEEeq |  |

|  |  | RM |

| BAHN |  | RGuq + RM |  |

|  |  | RM |

|  | exSTRq | RMKRZ | exSTRq |

|  |  | RM |

|  | exSTRq | RMKRZ | exSTRq |

|  | SHOPPING | RMTEEeq |  |

|  |  | RMTEEaq | exSTRq |

|  |  | RM |

|  | RMq | MWNODE | RMq |

|  | exSTRq | RMTEEeq |  |

|  |  | RM |

|  |  | RMTEEaq | exSTRq |

|  |  | RM |

|  | exSTRq | RMKRZ | exSTRq |

|  |  | RM |

|  | exSTRq | RMKRZ | exSTRq |

|  |  | RM |

|  |  | RMTEEaq | exSTRq |

|  |  | exSKRZ-G+eBUE |

|  |  | RM |

|  | exSTRq | RMKRZ | exSTRq |

|  |  | exSKRZ-G+eBUE |

|  |  | RM |

|  | RMq | RMIdu | RMq |

|  |  | CONTf |

## Galería de imágenes

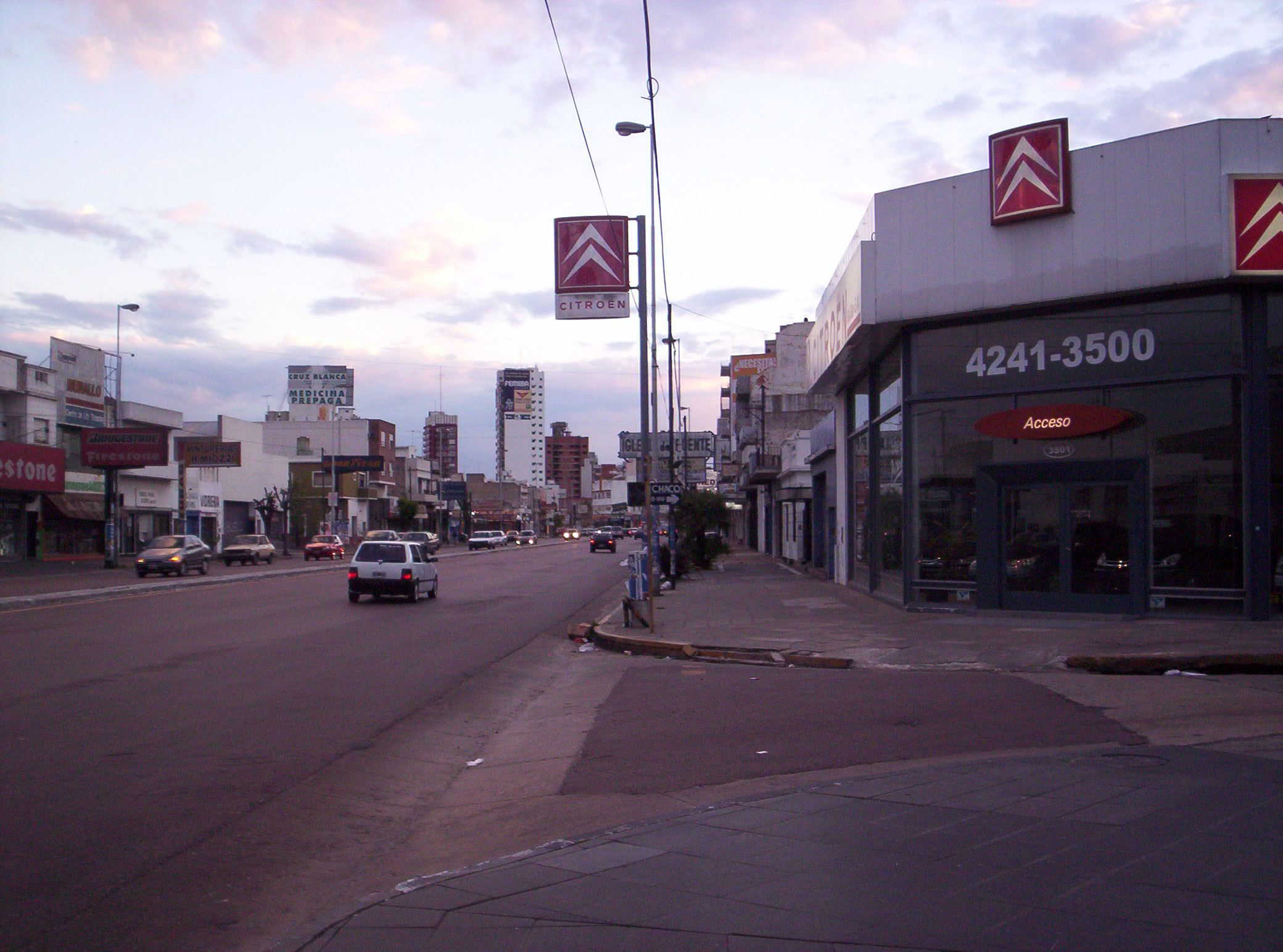
La avenida a la altura 3500, en su cruce con la calle Chaco, Lanús.
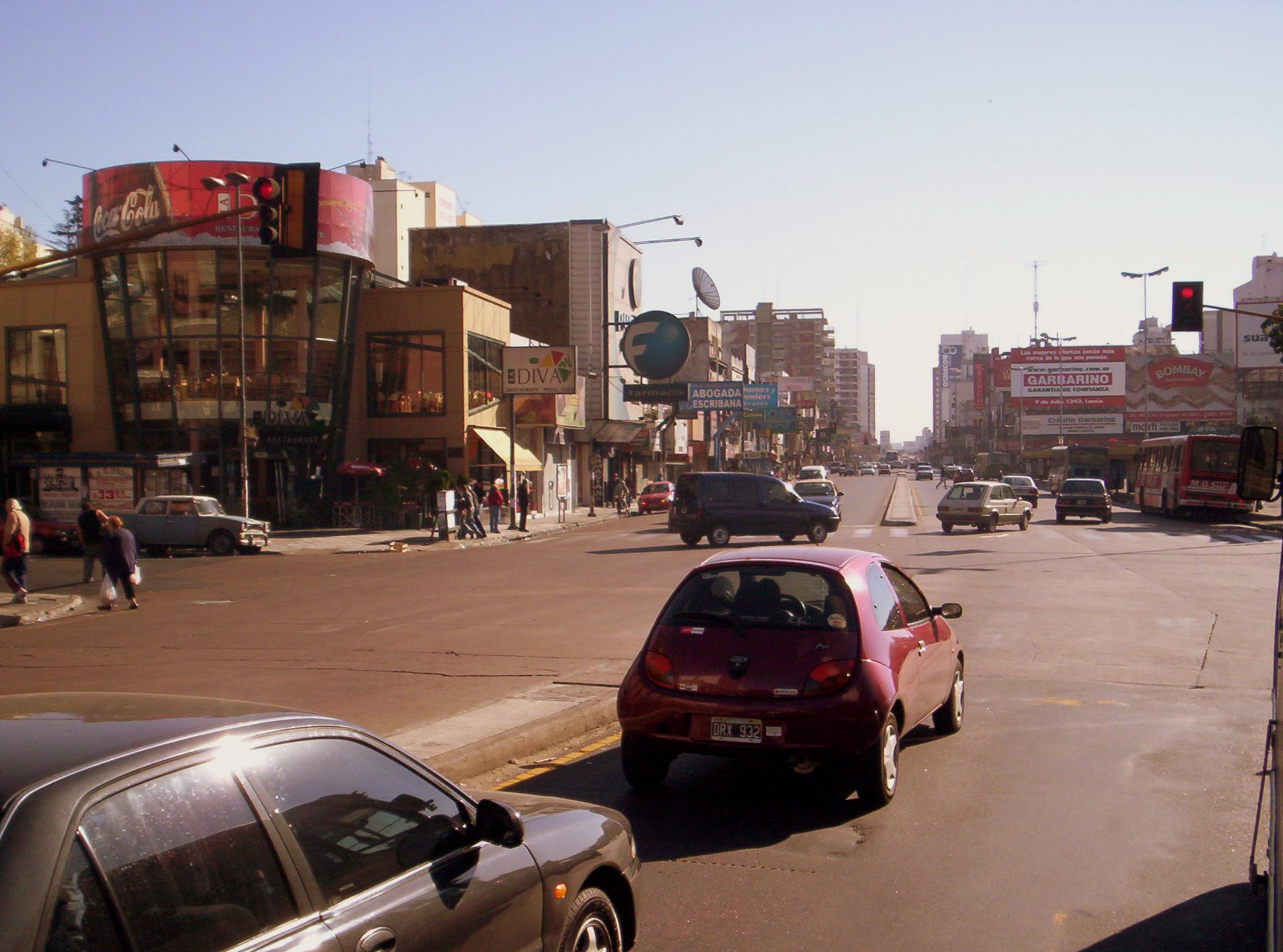
La avenida a la altura 4500, en su cruce con Av. 25 de Mayo, Lanús.
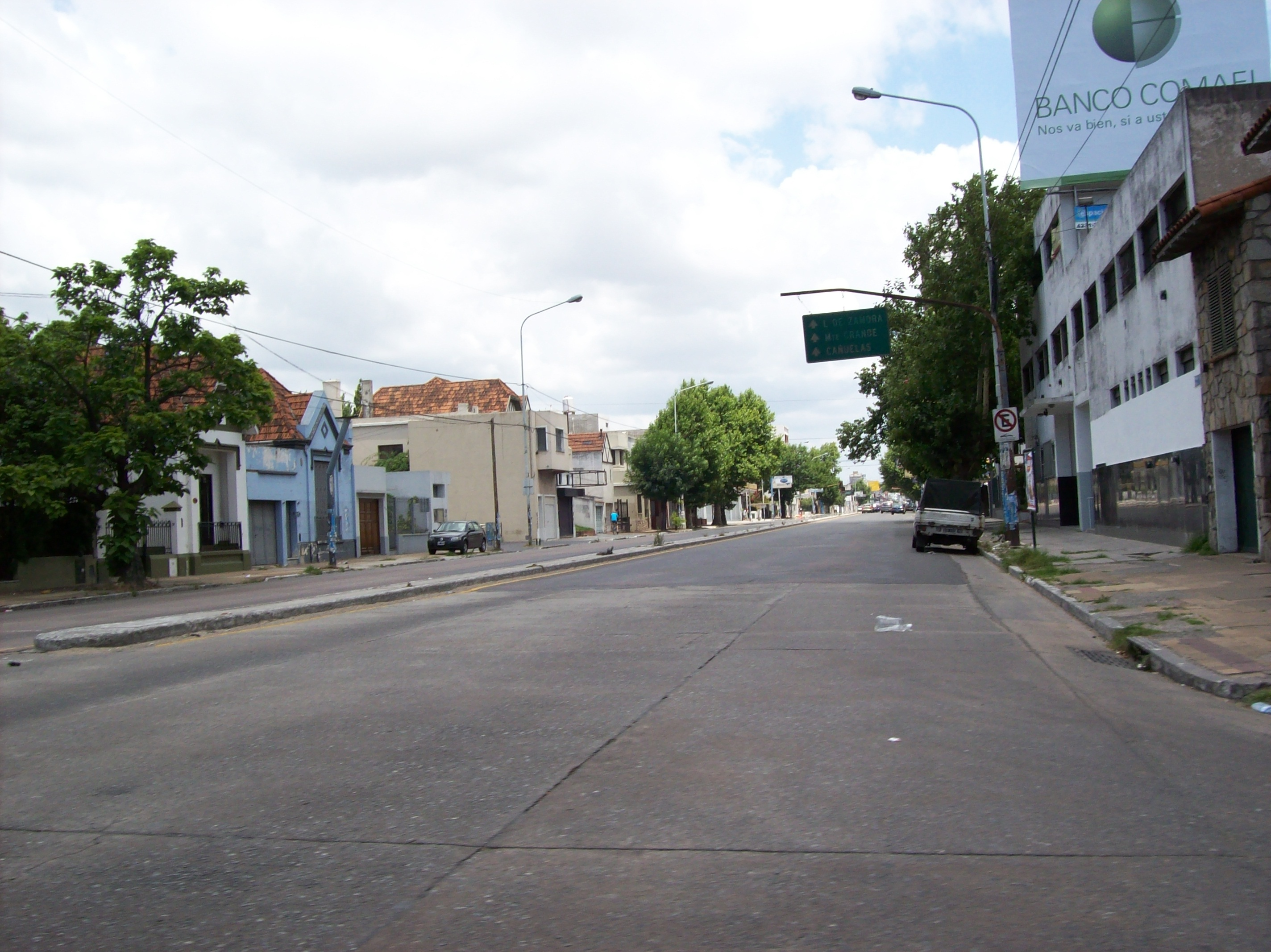
La avenida a la altura 7700, en su cruce con la calle Larroque, Banfield.